# Kronomyia populi
Kronomyia populi är en tvåvingeart som beskrevs av Ephraim Porter Felt 1911. Kronomyia populi ingår i släktet Kronomyia och familjen gallmyggor.
Artens utbredningsområde är New York. Inga underarter finns listade i Catalogue of Life.